# Kepler-25 b
Kepler-25 b (KOI 244.02, KOI-244 b, KIC 4349452 b, GSC 03124-01264 b, TYC 3124-1264-1 b, 2MASS J19063321+3929164 b) — первая из двух экзопланет у звезды Kepler-25 в созвездии Лебедя.
Экзопланета представляет собой планету нагретую до 1221 Кельвина. Радиус Kepler-25 b равен двум с половиною земным радиусам. Она обращается на расстоянии 0,071 а. е. от звезды, совершая полный оборот за шесть суток.

## Родная звезда
Kepler-25 — звезда 10 величины, которая была открыта с помощью орбитальной обсерватории Hipparcos в ходе проекта Tycho. Официальное открытие звезды было совершено 1997 году в рамках публикации каталога Tycho. Наименование звезды в этом каталоге — TYC 3124-1264-1. В настоящий момент более распространено наименование Kepler-25, данное командой исследователей, работающих с телескопом Kepler.
Kepler-25 немного крупнее и массивнее Солнца: её масса и радиус эквивалентны 1,22 и 1,36 солнечным соответственно. Температура поверхности звезды составляет приблизительно 6190 кельвинов.